# Partzufim
פרצופים Partzufim / Partsufim, singular פרצוף Partzuf, que significa "Personalidade Divina / Visões / Faces / Formas / Configurações", são arranjos particulares reconfigurando as dez sefirot (Atributos / Emanações na Cabalá) em interações harmonizadas na Criação. Seus nomes derivam de discursos místicos no Zohar, o texto fundamental da Cabalá, onde aparecem como termos de manifestações, sinônimos para as sefirot. O seu significado doutrinal completo surge apenas na Cabalá Luriânica do século XVI em relação aos processos cósmicos de Shevirá - "Quebra" e Tikun -"Retificação". Cada Patzuf é um esquema Yosher - "Vertical" de todas as sefirot em torno de um de seus números, análogo à configuração sefirot inter-relacionada no homem.
Rabbi Isaac Luria, o Ari, formulou a Cabalá em sua segunda articulação, depois de Rabbi Moshe Cordovero, o Ramak, ter sistematizado diferentes interpretações medievais do Zohar. A Cabala Medieval, de influência filosófica descreveu as dez sefirot como canais Divinos em uma Criação descendente linear e emanada, Os partzufim Luriânicos, em vez disso, descreveu interações dinâmicas na influência Divina, onde cada Persona interage e se aloja de forma independente dentro dos outros, transformando o desdobramento da Criação em um esquema dinâmico de enclausuras espirituais, como uma alma tornando-se cercada em um corpo. No Luriânismo, o esquema independente original de sefirot, descrito por Cordovero, precipita o colapso de Tohu -"Caos". Sua reforma como Partzufim no mundo estável de Atzilut começa a reparação cósmica. O homem, cuja alma encarna a ordem harmonizada de Partzufim, consegue a retificação dos três mundos inferiores resgatando as faíscas exiladas da Santidade através do estudo da Torá e o empenho em mitzvot. A metáfora antropomórfica dos Partzufim enfatizou a necessidade, pelos cabalistas, de alienar os conceitos luriânicos de uma falsa analogia material e material.

## Descrição

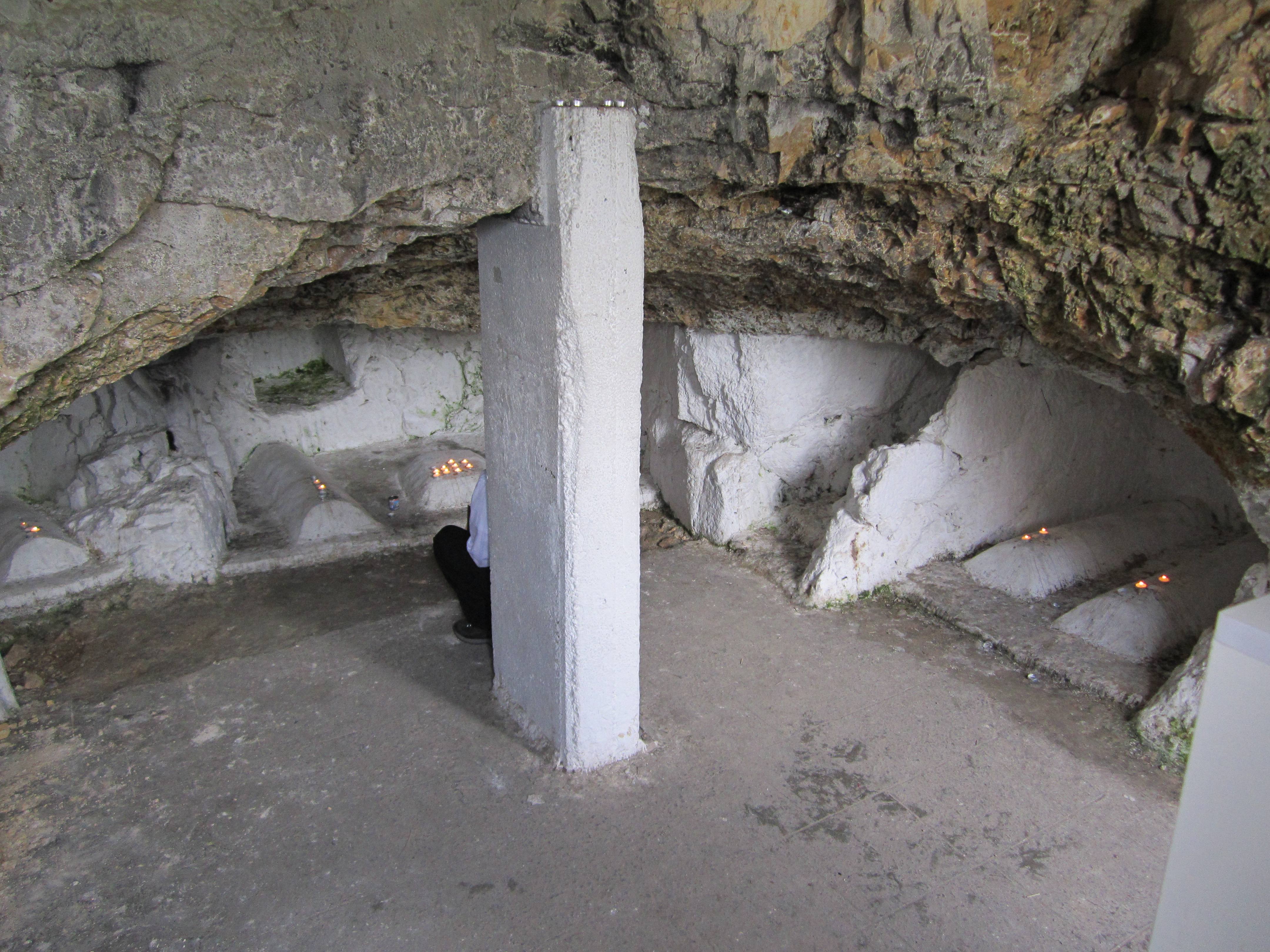
Local tradicional da Assembleia Idra Na narrativa do Zohar de Shimon bar Yohai convoca seus alunos para expor os Partzufim. Mais tarde Isaac Luria, que sistematizou os Partzufim, reuniu seus alunos ali, cada um sentado no local de sua antiga encarnação

Na Cabalá Luriânica, os quatro reinos de nossa existência criada são organizados de forma estável, através da reconfiguração da sefirot original no Partzufim. O primeiro reino para exibir este novo arranjo é a forma madura de Atzilut (o mundo da “Emanação”), portanto, também chamado de Mundo de Tikun (Retificação). Isso segue-se da Shevirá (Quebra) dos vasos das sefirot no Mundo de Tohu (Caos), a forma inicial e instável de Atzilut. No Tikun, as Sefirot evoluem para os novos arranjos harmonizados do Partzufim, onde podem unir-se. O reino de Tohu é caracterizado por Ohr abundante e vasos fracos, como as dez sefirot atuam independentemente como forças absolutas, fazendo com que ele colapse-se. Tikkun é caracterizada por luzes mais baixas em vasos fortes, já que, através do Partzufim, a sefirot se inter-relaciona para absorver a iluminação de Tohu.
Em vez de cada sefirá apenas incluir um subconjunto completo de dez sefirot como forças potenciais latentes, a primeira etapa de sua evolução no esquema Luriânico, no Partzufim as sefirot, se tornam acordos autônomos completos onde todas as dez sefirot são forças ativas de poderes intelectuais e emocionais dispostos em torno de um de seus números, análogo a configuração Yosher (vertical) humana das sephirot em três colunas. Agora eles podem interagir com os outros Partzufim, tornando-se cercados dentro deles em interação dinâmica. Por exemplo, Arih Anpin, o Partzuf de Keter - significa "Face longa", pois atua como à vontade divina fundamental dentro da criação, estendendo-se através de partes subsequentes, sefirot e mundos, embora em modo sucessivamente mais oculto. A tarefa do homem torna-se a retificação das faíscas caídas de Tohu, as origens sublimes escondidas da Criação inferior, ativas em seu estado exilado latente. O objetivo messiânico é a união da grande iluminação original de Tohu nos vasos maduros de Tikun, revelando a essência divina final de ambos.

### Antropomorfismo doPartzufim
Como os cabalistas medievais nunca se cansam de enfatizar a unidade e a não-pluralidade no conceito de sefirot, então Luria sublinhou a natureza metafórica dos Partzufim. Eles são "rostos" divinos, manifestações da Divindade, aspectos alternativos através dos quais Deus se manifesta, e não implica nenhuma pluralidade em Deus. Como o Rabino Shimon Bar Yohai  conta no Zohar:

Tudo o que eu disse sobre o Atika Qadisha, O Santo Ancião, e tudo o que eu falei sobre o Zeir Anpin, é todo um; Tudo é absolutamente—UM! Não há divisão nEle, abençoado seja Ele e seja abençoado seja o Seu Nome para sempre. A soma de tudo isso é: o antigo do antigo e o Zeir Anpin são absolutamente um. Tudo é, foi e deve ser; Ele não mudará, Ele é imutável, Ele não mudou… Se você perguntar, qual a diferença entre Um e Um? É tudo Um, mas de Acima, Seus caminhos se dividem e de Abaixo o juízo é encontrado; De nossa perspectiva, eles diferem um do outro.

## Partzufim primário e secundário
As dez sefirot desenvolvem-se em cinco de seis Partzufim primários, que posteriormente se desenvolvem em pares de Partzufim secundário Masculino e Feminino. O princípio masculino na Cabalá denota metaforicamente o / emanador / doador exterior, e o princípio feminino denota interior / receptor / nutrição, semelhante ao processo feminino de gravidez para nutrir a emanação subsequente. A terminologia e o sistema do Partzufim descrevem aspectos detalhados e específicos da Divindade, sua natureza e função discutidas na Cabalá.

### Partzufim primário
Os Partzufim primários fundamentais e os sefirot que desenvolvem são:
- Atik Yomin-"Ancião de Dias", suprema dimensão interna "mais antiga / mais antiga"  de Keter de Ein Sof.
- Arih Anpin-"Face Longa", Infinitamente se estendendo para baixo a fonte de compaixão divina em Keter.
- Abba-"Pai", Hokmá iluminação do discernimento da Sabedoria, raiz do intelecto no "direito" das sefirot
- Imma-"Mãe", Biná Compreensão intelectual alimentando emoções plenas, no lado "esquerdo" das sefirot (Internalização)
- Zeir Anpin-"Face Pequena", Filho, seis emoções sefirot que se quebraram, nascidas de Imma no lado "esquerdo" (Julgamento)
- Nukvá-"Feminino" de Zeir Anpin, filha, Malkut reina na feminina Shekiná, nascida de Zeir Anpin na "esquerda", homem reconciliado.

### Conjunto completo de Partzufim
O conjunto completo de Partzufim primário e Partzufim secundário que desenvolvem a partir deles:
| Sefirá: Forças separadas instáveis                              | Partzufim: Reconfigurações harmonizadas estáveis | Partzufim secundário: Particular subdivisões de Masculino / Feminino |
| --------------------------------------------------------------- | --- | --- |
| Acima consciente: Keter                                         | Atik Yomin ("Ancião dos Dias") Nível interno de Keter - Deleite A maioria das primeiras causas primárias causam Arich Anpin ("Face Longa / Macroprosopus "criador do grande mundo".) Nível externo de Keter Alma Divina Descendente na Criação                         | [Atik Yomin é um homem "Antigo dos Dias"] Nukvá d'Atik Yomin ("Mulher do Ancião dos Dias") [Arih Anpin é Masculino "Face Longa"] Nukvá d'Arih Anpin ("Fêmea do Face Longa")                                       |
| Sabedoria: Hokmá                                                | Abba Ila'ah ("O Pai Superior") O poder de extrair espontaneamente o insight do reino superconsciente Yisrael Saba ("Israel o Ancião") O poder de subsequentemente direcionar o insight à consciência Abba ("Pai") A combinação do Abba Ila ' ah e Yisrael Saba         | Ambos os partzufim de Hokmá são masculinos. Para suas contrapartes femininas, veja os partzufim primários de Biná                                                                                                 |
| Compreensão: Biná                                               | Imma "Mãe") Ingressou na influência com o desenvolvimento Abba - Pai Nutrindo Tevuná ("Compreensão") | Ambos os partzufim de Biná são do sexo feminino. Para os seus homólogos masculinos, veja os partzufim primários de Hokmá                                                                                          |
| Seis Atributos Emocionais: Hesed Gevurá Tiferet Netzá Hod Yesod | Zeir Anpin ("Face Pequena / Microprosopus ("criador do pequeno mundo") Revelado Ben ("Filho") Noivo procurando unidade com Nukvá Estudo da Torá / Torá Escrita / Sol / Árvore da Vida Revelação da transcendência Divina - Tetragrammaton "O Santo Abençoado seja Ele" | Ambos os partzufim de Zein Anpin são do sexo masculino e têm suas contrapartes femininas em Nukvá Yisrael (em homenagem a "Jacó-Israel") O rosto que olha para Yaakov (em homenagem a "Jacó", pai dos israelitas) |
| Emoção ativa: Malkut                                            | Nukvah/No"k d'Zeir Anpin (" Feminino "de Zeir Anpin) Recebendo o Bastão (" Filha ") Noiva em busca da unidade com Zeir Anpin Oração/Torá Oral/Lua/Árvore do Conhecimento do Bem e do Mal Divino imanência - Elokim Shekiná-Presença Divina Residente                   | Ambos os partzufim de Nukvá são mulheres e têm seus homólogos masculinos em Zein Anpin Leá (nome em homenagem a Primeira esposa de Jacó) Rahel (nome em homenagem a Segunda esposa de Jacó)                       |

Ambos os Partzufim secundário, masculino e feminino de Atik Yomin e Arih Anpin existem dentro da mesma configuração. Existem, portanto, apenas 10 Partzufim secundários distintos e, consequentemente, os Partzufim secundários de Keter não têm nomes particulares, ao contrário do Partzufim secundário das outras sefirot.

## Manifestações detalhadas do Partzuf
Os seis primários e os doze partzufim secundários são as manifestações divinas básicas harmonizadas nos quatro mundos da existência criada. Mais especificamente, no entanto, dentro de sua interação existem vários aspectos mais particulares da Divindade, cada um denotando uma expressão diferenciada. Nas narrativas dos Idrot do Zohar, o rabbi Shimon bar Yohai, discute manifestações profundas do partzufim. O Idra Zuta, tradicionalmente atribuído ao seu dia de passagem deste mundo, seu "dia do casamento" Yom Hillula, é considerado o ensino mais profundo do Zohar.